# En Cowboys Hustru
En Cowboys Hustru er en amerikansk stumfilm fra 1917 af Howard Estabrook.

## Medvirkende
- House Peters som Steve King
- Kathlyn Williams som Lonely Lou
- Jim Farley som Missouri Joe
- Harry De Vere som Philip Garst